# Sergej Jur'evič Zacharov
Sergej Jur'evič Zacharov (in russo Сергей Юрьевич Захаров?; Čeljabinsk-65, 19 agosto 1967) è un generale russo, dal 2021 comandante del distretto del Caucaso settentrionale della Guardia Nazionale della Federazione Russa.

## Biografia
Zacharov è nato nella città chiusa di Čeljabinsk-65, odierna Ozërsk, nell'allora RSFS Russa.

### Educazione superiore
Nel 1988 si è diplomato all'Istituto militare di Saratov;
Nel 1999 si è diplomato all'Accademia delle Armi Combinate delle Forze Armate della Federazione Russa;
Nel 2018 si è diplomato all'Accademia Militare dello Stato Maggiore delle Forze Armate della Federazione Russa.

## Carriera militare
Dopo essersi diplomato, Zacharov è entrato nelle truppe interne del ministero degli affari interni dell'URSS.
Tra i suoi primi incarichi c'è stato il ruolo di comandante di plotone nel 524° Reggimento di stanza a Togliatti, nella regione di Samara.
Dal maggio 2011 al 2012 è stato comandante della 98ª Divisione delle Truppe Interne del Ministero degli Affari Interni (MVD), con il compito di proteggere gli impianti chimici siberiani, le strutture dell'industria nucleare e di difesa nella città chiusa di Seversk, nella regione di Tomsk. Nel 2012 è stato promosso a maggior generale. Dal 2013 al 2016 è stato il comandante della Divisione Dzeržinskij (ODON).
Dal 2018 al 2021 è stato primo vicecomandante del distretto degli Urali della Guardia nazionale. Mentre ricopriva questo ruolo, nel 2019 è stato promosso a tenente generale. Dal 2021 è il comandante del distretto del Caucaso settentrionale della Guardia nazionale, sostituendo Igor Getmanov.
Nel giugno 2022 è stato promosso a colonnello generale.

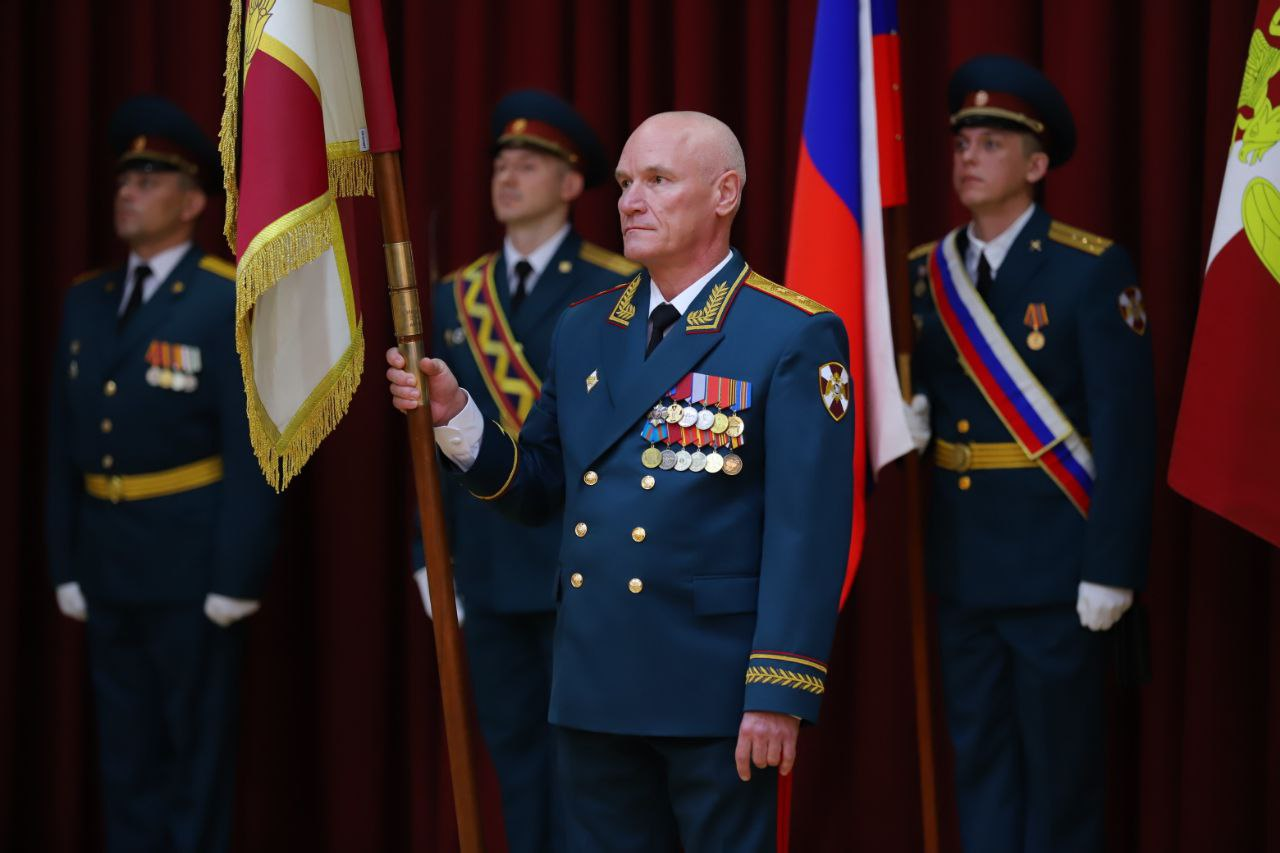
Zacharov alla sua cerimonia di investitura come comandante per il distretto del Caucaso settentrionale

## Vita privata
Zacharov è sposato e ha un figlio. Sia sua moglie che suo figlio sono militari.